# Syntactic Structures
Syntactic Structures (no Brasil, Estruturas Sintáticas e em Portugal, Estruturas Sintácticas) é uma influente obra teórica no campo da linguística escrita por Noam Chomsky e originalmente publicada em 1957 pela Mouton & Co.. Ela expõe o modelo da gramática gerativo-transformacional, síntese da pesquisa realizada em seu doutoramento sob orientação de Zellig Harris, reconhecida como um dos estudos mais significativos do século XX. Selecionada pela revista Time como um dos cem livros de não ficção mais importantes, esta publicação apresenta a reconhecida sentença Colorless green ideas sleep furiously, dada como exemplo por Chomsky para discutir o conceito de gramaticalidade. Como consequência, argumenta-se a favor da independência da sintaxe (estudo da estrutura das sentenças) em relação à semântica (estudo do significado).
Baseado em anotações feitas para cursos ministrados no Instituto de Tecnologia de Massachusetts (MIT), o primeiro livro de Chomsky apresentou o início da gramática gerativa, que se desdobra ao longo da história da linguística a partir de diferentes perspectivas. A abordagem da sintaxe é totalmente formal, segundo símbolos e máximas irredutíveis. Em sua teoria, Chomsky parte de regras de estrutura frasal, as quais dividem a sentença em partes menores, que são arranjadas conforme as regras transformacionais. Este procedimento dá origem a diferentes estruturas de sentenças e abre espaço para um novo paradigma na ciência da linguagem. Reiterando noções introduzidas à linguística por Louis Hjelmslev, Chomsky afirma que este conjunto limitado de formas linguísticas são capazes de gerar um número infinito de sentenças. Posteriormente foi interpretado que este modo de considerar as estruturas sintáticas é uma concepção mentalista, ou seja, o protagonismo da mente na explicação dos comportamentos linguísticos, embora tais ideias não sejam explicitamente declaradas no livro.
A relevância de Syntactic Structures reside na argumentação de Chomsky em torno de uma perspectiva biológica da linguagem em uma época em que era incomum e, no contexto da linguística formal, inesperada. Com isso, o linguista acabou sendo reconhecido como um dos pioneiros do que hoje se intitula sociobiologia. Outra razão para a consagração da obra foi seu grande impacto nos estudos de conhecimento, mente e processos mentais, sendo um influente trabalho na formação do campo das ciências cognitivas. A teoria descrita neste livro também influenciou pesquisas na ciência da computação e na neurociência. Alguns linguistas, por outro lado, questionaram a gramática gerativo-transformacional considerando inadequado descrever a linguagem como um sistema ideal e pouco apropriado de métodos como coleta e teste de dados.

## Antecedentes

### Contextualização na teoria linguística
No momento de sua publicação, Syntactic Structures apresentou o estado da arte do modelo formal de análise linguística de Zellig Harris, conhecido como gramática gerativo-transformacional. Pode-se apontar também que traz a importante leitura dessa teoria feita por Chomsky, porque há uma expansão original em nível mais técnico. Os conceitos centrais do modelo, porém, advém da obra Omkring sprogteoriens grundlæggelse (1943; em português, Prolegômenos a uma teoria da linguagem), do linguista dinamarquês Louis Hjelmslev. O livro introduz uma ferramenta algébrica para análise linguística que consiste em terminais e inventários associados a todos os diferentes tipos de unidades linguísticas, de forma semelhante aos símbolos terminais e não terminais nas gramáticas formais. Primeiro, elas funcionam como um dispositivo descritivo, ou como Hjelmslev explica:
| “ | "Exigimos, por exemplo, da teoria da linguagem que ela permita descrever correta e exaustivamente não apenas esse dado texto francês, mas também todos os textos franceses existentes, e não só estes, mas também todos os textos franceses possíveis e concebíveis.” | ” |

Quando este trabalho for realizado em um nível satisfatório, também será possível prever todas as sentenças gramaticais de determinada língua:
| “ | “Graças aos conhecimentos linguísticos assim adquiridos, poderemos construir, para a mesma língua, todos os textos concebíveis ou teoricamente possíveis.” | ” |

Hjelmslev também aponta que uma descrição algorítmica da linguagem pode gerar um número infinito de produtos a partir de um número finito de elementos primitivos:
| “ | "Quando comparamos os inventários produzidos nas várias etapas de dedução, sua extensão geralmente diminui à medida que o procedimento avança. Se o texto for irrestrito, ou seja, capaz de ser prolongado pela adição constante de outras partes [...] será possível também registrar um número irrestrito de sentenças" | ” |

Essas são consequências lógicas dos sistemas matemáticos propostos por David Hilbert e Rudolf Carnap, que foram adotados pela primeira vez na linguística por Hjelmslev, cujas ideias são reiteradas por Chomsky:
| “                                    | “O objetivo fundamental na análise linguística de uma língua L é separar as sequências gramaticais que são as sentenças de L das sequências agramaticais que não são sentenças de L, e estudar a estrutura das sequências gramaticais. A gramática de L será, portanto, um mecanismo que gera todas as sequências gramaticais de L e nenhuma das sequências agramaticais. Uma maneira de testar a adequação de uma gramática proposta para L é determinar se as sequências que ela gera são realmente gramaticais ou não, isto é, aceitáveis a um falante nativo.” | ” |
| — Noam Chomsky, Syntactic Structures | |   |

Chomsky afirma da mesma forma que um dispositivo recursivo com elementos reduzidos e finitos permite à gramática gerar um número infinito de sentenças.
Existem, no entanto, alguns pontos principais de divergência da concepção de Hjelmslev. O dinamarquês foi um herdeiro da corrente estruturalista e aplicou modelos matemáticos ao conceito de língua definido por Ferdinand de Saussure como um sistema de signos regido por relações de oposição. Embora a escola bloomfieldiana de linguistas do século XX fosse apelidada de 'estruturalistas americanos', eles rejeitaram essencialmente os princípios básicos do estruturalismo: de que a forma linguística seria explicada por meio do significado e de que a linguística pertenceria ao domínio da sociologia.
Em vez disso, a ideia de linguagem endossada por Leonard Bloomfield e seus seguidores derivou da psicologia mentalista de Wilhelm Wundt, que fora substituída pelo behaviorismo no livro de Bloomfield de 1933, Language. Essa postura levou à separação da sintaxe da semântica como um elo não observável em uma cadeia de estímulo-resposta. Linguistas estadunidenses, como Harris e Chomsky, concordaram que não há nenhum vínculo causal da semântica à sintaxe. Apesar da mudança de paradigma, esses linguistas mantiveram a análise sintática de Wundt, que envolve a colocação dos objetos gramaticais no sintagma verbal. Eles acreditavam que as línguas deveriam ser analisadas com base em que os falantes nativos consideram como certo. Como traduzir essa ideia em uma teoria científica permaneceu como problema na linguística americana por décadas.
Em Syntactic Structure, Chomsky modifica a definição do princípio de arbitrariedade de Hjelmslev, passando a entender o cálculo gerativo apenas como ferramenta técnica para linguistas e não como estrutura da realidade. David Lightfoot, no entanto, aponta em sua introdução à segunda edição que havia poucos pontos de verdadeiro interesse nas ideias chomskyanas e as eventuais interpretações se as regras ou estruturas gramaticais são cognitivas, inatas ou biológicas. Essa discussão desenrolou-se em outro lugar, especialmente no debate entre Chomsky e os defensores do behaviorismo. Porém, décadas depois, Chomsky afirma explicitamente que as estruturas sintáticas, incluindo o objeto como dependente do sintagma verbal, são consequência de uma mutação no material genético de humanos.

### Chomsky como jovem linguista

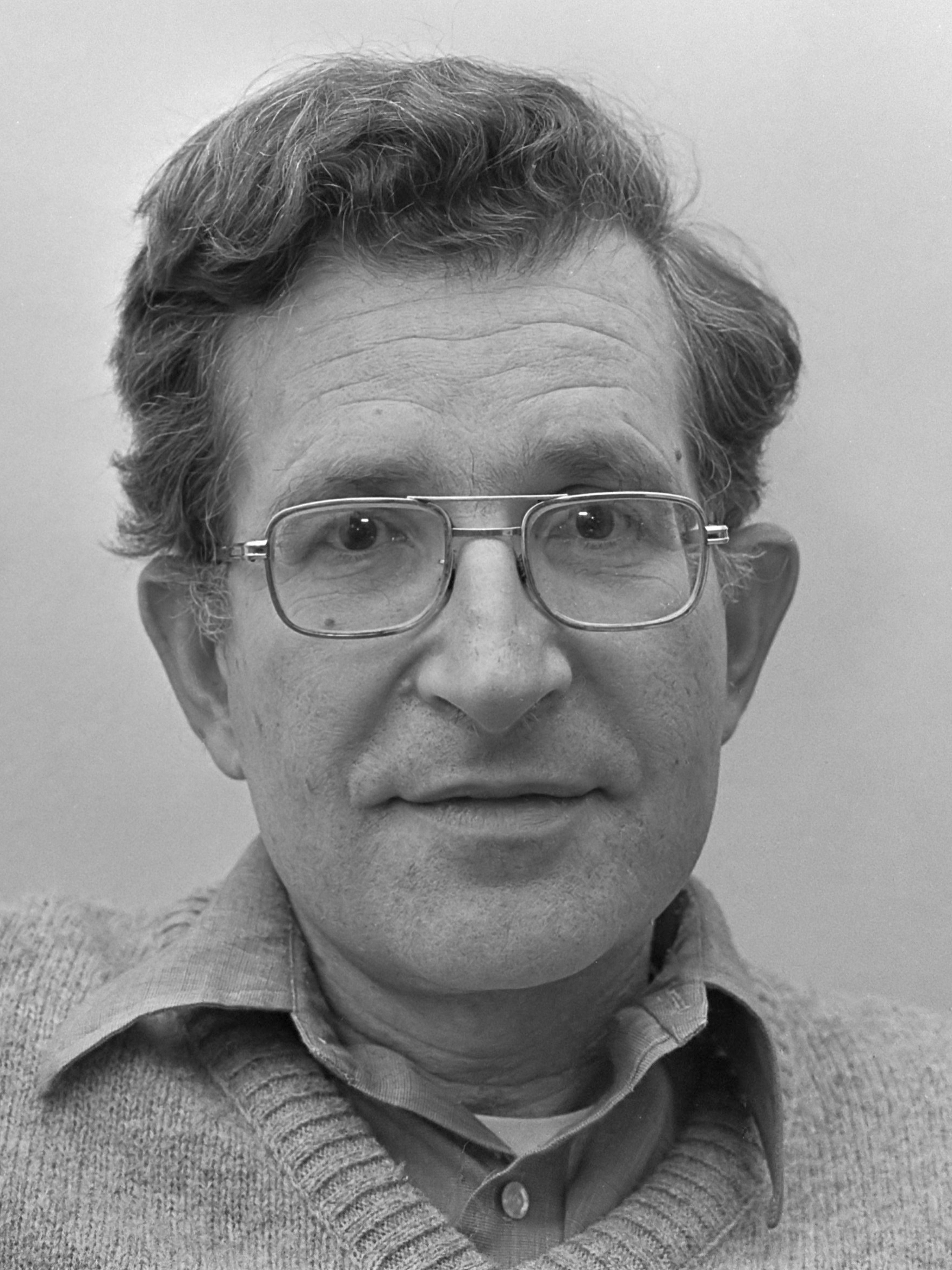
Noam Chomsky, autor de Syntactic Structures (foto de 1977).

O interesse de Chomsky pela linguagem começou cedo. Aos doze anos, estudou a gramática do hebraico com seu pai. Ele também estudou árabe em seu primeiro ano na Universidade da Pensilvânia. Em 1947, conheceu Zellig Harris, fundador do departamento de linguística de sua faculdade. Linguista já renomado, que havia realizado pesquisas ao lado de Leonard Bloomfield, Harris autorizou Chomsky a revisar uma cópia de seu livro Methods in Structural Linguistics (1951), aproximando o jovem estudante às teorias formais da linguística.
Em sua tese, Chomsky decidiu os métodos formais de Harris à língua hebraica. Seguindo a orientação, ele estudou lógica, filosofia e matemática e percebeu que as visões teóricas de seu orientador eram semelhantes às ideias de Nelson Goodman sobre sistemas filosóficos. Nesta época, Chomsky também teve contato com as obras de Willard van Orman Quine e Rudolf Carnap. Quine demonstrou que não se pode verificar completamente o significado de uma afirmação por meio de observações, ao passo que Carnap desenvolveu uma teoria formal da linguagem, com símbolos e regras.
A partir daí, Chomsky tentou construir uma gramática do hebraico. Tal gramática geraria as formas fonéticas ou sonoras das frases. Para esse fim, ele organizou os métodos de Harris de uma maneira diferente. Para descrever as formas e estruturas das sentenças, ele criou um conjunto de regras recursivas e um método que poderia demonstrar quão simples é uma gramática. Para isso, procurou por generalizações entre os possíveis conjuntos de regras gramaticais. Chomsky concluiu sua tese na graduação, The Morphophonemics of Modern Hebrew, em 1949, e, em seguida, publicou uma versão revisada e ampliada como conclusão do mestrado em 1951.
Em 1951, o jovem linguista ingressou na Universidade Harvard. Lá, ele tentou construir uma teoria linguística totalmente formal, clara ruptura com a tradição existente de estudar a linguagem. Em 1953, Chomsky publicou seu primeiro artigo como acadêmico. Nele, tentou adaptar a linguagem da lógica baseada em símbolos para descrever a sintaxe de qualquer língua natural. Com recursos da Bolsa Junior Fellow, Chosmky organizou suas ideias em um extenso manuscrito composto por mais de mil páginas datilografadas, intitulado The Logical Structure of Linguistic Theory (LSLT).
Em 1955, entrou no Instituto de Tecnologia de Massachusetts (MIT) e trabalhou como linguista em um projeto de tradução automática. No mesmo ano, ele apresentou sua tese de doutorado para a Universidade da Pensilvânia. A instituição concedeu-lhe o título de Ph.D. com a tese Transformational Analysis, nono capítulo de LSLT.

## Publicação
Em 1955, Chomsky concluiu seu doutorado em linguística. Em seguida, lutou para publicar sua teoria e pontos de vista acerca da linguagem. Ele ofereceu o manuscrito de The Logical Structure of Linguistic Theory para publicação, mas a editora MIT Press se recusou a publicá-lo. Nessa mesma época, também teve um de seus artigos rejeitado pela revista Word, permanecendo como um estranho no campo a que recém chegava. No entanto, esse isolamento científico se reverteu com o contato de Chomsky com a série Janua Linguarum da Mouton & Co., editora holandesa que divulgava pequenas monografias. O primeiro volume desta série, Fundamentals of Language (1956), foi escrito por Roman Jakobson e Morris Halle; este fora colega de pós-graduação de Chomsky em Harvard, enquanto aquele, seu professor. Assim, no mesmo ano, Chomsky e Halle escreveram juntos um artigo sobre fonologia, publicado em um Festschrift dedicado a Jakobson.
O linguista Cornelis van Schooneveld, editor da Janua Linguarum e orientando de Jakobson, estava procurando monografias para publicar em sua série. Por indicação de Halle, van Schooneveld visitou Chomsky no MIT, que, por sua vez, lhe mostrou suas anotações feitas para um curso introdutório de linguística destinado a alunos de graduação. Após o editor demonstrar interesse, Chomsky organizou as notas em um manuscrito de tamanho ideal — não mais que 120 páginas — e, assim que revisto, enviou a versão final na primeira semana de agosto de 1956 para van Schooneveld. O editor sugeriu que Chomsky renomeasse o texto para Syntactic Structures para fins comerciais. O livro também foi pré-encomendado em grande número pelo MIT. Finalmente, a Mouton & Co. publicou a monografia de Chomsky na segunda semana de fevereiro de 1957.
Logo após a primeira publicação, Bernard Bloch, editor-chefe da renomada revista científica Language, deu ao linguista Robert Lees, colega de Chomsky no MIT, a oportunidade de escrever uma resenha do livro. A crítica muito positiva e elogiosa de Lees na forma de ensaio apareceu na edição de julho-setembro de 1957 do periódico. Esta revisão inicial, mas influente, tornou Syntactic Structures visível no panorama da pesquisa linguística. Pouco depois, o livro presenciou uma espécie de mudança de paradigma nas ciências da linguagem, uma nova revolução científica nos termos de Thomas Kuhn. A obra foi o quarto livro da série Janua Linguarum, sendo o mais vendido desta, reimpresso treze vezes até 1978. Em 1962, uma tradução russa de Konstantin Ivanovich Babisky, Синтакси́ческие структу́ры (Sintaksychyeskiye Struktury), foi publicada em Moscou; em 1963, Yasuo Isamu traduziu para o japonês em 文法の構造 (Bunpō no kōzō); em 1969, a tradução francesa de Michel Braudeau, Structures Syntaxiques, foi publicada pela Éditions du Seuil em Paris. Além destas, o livro foi traduzido para o alemão, coreano, espanhol, italiano, tcheco, servo-croata, sueco e português ao longo dos anos.
As edições em português foram desenvolvidas tanto em Portugal como no Brasil. Em Portugal, a Edições 70 publicou Estruturas Sintácticas, tradução de Madalena Cruz-Ferreira, em 1980. Cruz-Ferreira é uma linguista portuguesa, Ph.D. pela Universidade de Manchester, que pesquisou por muito tempo sobre multilinguismo e aquisição da linguagem por crianças, assuntos subjacentes à teoria chomskyana, que traduziu a obra durante seu doutoramento nos Estados Unidos. Por outro lado, no Brasil, apenas em 2015 foi publicada pela Editora Vozes a tradução de Gabriel de Ávila Othero e Sérgio de Moura Menuzzi intitulada Estruturas Sintáticas. Ambos os tradutores são pesquisadores associados à Pontifícia Universidade Católica do Rio Grande do Sul, sendo que Othero foi aluno de Menuzzi nesta instituição. Os dois são reconhecidos linguistas brasileiros que estudam a gramática gerativa e seus desdobramentos, como a teoria X-barra e o Programa Minimalista.

## Conteúdos

### Objetivos da análise sintática
Em Syntactic Structures, Chomsky procura construir uma "teoria formalizada da estrutura linguística". Ele dá ênfase a "formulações rigorosas" e "modelos construídos com precisão". No primeiro capítulo do livro, ele define o lugar da sintaxe na linguagem humana e apresenta os objetivos por trás de seu estudo. Para Chomsky, é responsabilidade do linguista descrever a gramática de uma língua, isto é, o dispositivo que produz/gera todas as sentenças da língua analisada. Em segundo lugar, o cientista da linguagem deve encontrar os conceitos abstratos abaixo das gramáticas para desenvolver um método geral. Este método ajudaria a selecionar o melhor dispositivo ou a gramática possível aplicável a qualquer língua, dado seu corpus. Finalmente, uma teoria linguística deve fornecer uma descrição satisfatória de todos os níveis de análise linguística, como sons, palavras e estruturas de sentenças.

### Gramaticalidade

Árvore sintática que sistematiza gramaticalmente os sintagmas de Colorless green ideas sleep furiously.

O segundo capítulo de Syntactic Structures, "The Independence of Grammar", apresenta uma das citações mais conhecidas de Chomsky: "[uma língua é] um conjunto (finito ou infinito) de sentenças, cada sentença sendo finita em extensão e construída a partir de um conjunto finito de elementos". Assim, o linguista deve ser capaz de separar as "sentenças gramaticais" (ou seja, as sentenças de uma língua) das "sentenças agramaticais". Por "sentença gramatical", Chomsky refere-se à sentença intuitivamente "aceitável para um falante nativo".
Chomsky então se debruça mais sobre o que chama por gramaticalidade. Ele apresenta três critérios que determinam se a sentença é gramatical ou não: primeiro, uma sentença gramatical não precisa ser necessariamente incluída em um corpus; segundo, não precisa ser significativa ou dotada de sentido; e terceiro, não precisa ser estatisticamente provável. Para ilustrar esses três pontos, Chomsky exemplifica a conhecida sentença Colorless green ideas sleep furiously (em português, Incolores ideias verdes dormem furiosamente). Argumenta-se que essa sentença é instintivamente gramatical para um falante nativo de inglês, mas não advém de nenhum corpus, não é significativa nem estaticamente provável de ocorrer.
Assim, Chomsky conclui que a "gramática é autônoma e independente do significado". Ele adiciona, ainda, que "modelos probabilísticos não fornecem uma visão particular de alguns dos problemas básicos da estrutura sintática."

#### Influência de Carnap
O linguista britânico Marcus Tomalin afirmou que uma versão de Colorless green ideas sleep furiously fora décadas anteriores sugerida por Rudolf Carnap. O filósofo alemão ofereceu a sentença Piroten karulieren elatisch (em português, Piratas cantando eletricamente) para análise entre os níveis linguísticos. De acordo com o linguista estadunidense Reese Heitner, o exemplo de Carnap já levantou a discussão da independência das estruturas sintáticas e fonológicas.

### Modelos gramaticais e transformacionais

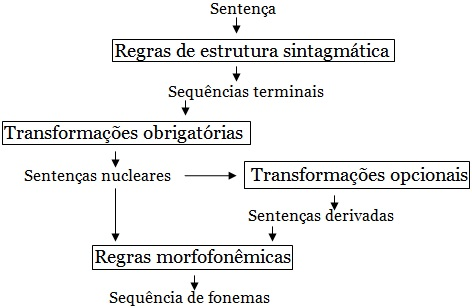
Modelo gramatical apresentado por Chomsky.

No terceiro capítulo intitulado "An Elementary Linguistic Theory", Chomsky tenta determinar que tipo de dispositivo ou modelo dá a explicação mais adequada para um determinado conjunto de sentenças "gramaticais". Chomsky levanta a hipótese de que este dispositivo tem que ser finito em vez de infinito. Ele então chama a atenção para a gramática de estados finitos, um modelo teórico da comunicação que trata a linguagem como cadeias de Markov. Em seguida, no quarto capítulo, "Phrase Structure", ele discute a gramática de estrutura frasal, modelo baseado na análise imediata dos constituintes. No quinto, "Limitations of Phrase Structure Description", ele argumenta que ambos os modelos são inadequados para o propósito de descrição linguística. Como solução deste problema, Chomsky introduz a gramática gerativo-transformacional (GGT), "um modelo mais poderoso [...] capaz de remediar essas inadequações."
A gramática transformacional de Chomsky possui três partes: regras de estrutura frasal, regras transformacionais e regras morfofonêmicas. As regras de estrutura frasal são usadas para expansão de categorias gramaticais e para substituições, o que produz uma série de morfemas. A regra transformacional "opera em uma determinada sequência [...] com uma determinada estrutura constituinte e a converte em uma nova sequência com uma nova estrutura constituinte derivada." Elas "podem rearranjar a sentença ou adicionar/excluir morfemas." Essas regras são de dois tipos: obrigatórias ou opcionais. As transformações obrigatórias aplicadas em "sequências terminais da gramática [Σ, F]" produzem o "núcleo da língua". Por outro lado, para produzir sentenças passivas, negativas, interrogativas ou complexas, uma ou mais regras de transformação opcionais devem ser aplicadas em uma ordem particular das sentenças nucleares. No estágio final da gramática, regras morfofonêmicas convertem uma sequência de palavras em uma sequência de fonemas. Por fim, Chomsky aplica a ideia das regras transformacionais no sistema de verbos auxiliares do inglês.

#### Empréstimo de terminologia
Em Syntactic Structures, o termo "transformação" foi emprestado das obras de Zellig Harris. Harris foi o mentor inicial de Chomsky. Harris usou o termo "transformação" para descrever relações de equivalência entre sentenças de uma língua. Em contraste, Chomsky usou o termo para descrever uma regra formal aplicada a estruturas subjacentes da sentenças.
Chomsky também tomou emprestado o termo "gerativo" de um trabalho anterior do matemático Emil Post. Post desejava "mecanicamente [derivar] inferências de uma sentença axiomática inicial". Chomsky aplicou o trabalho de Post em inferência lógica para descrever a cadeia de caracteres (sequência de letras ou sons) de uma língua natural. Quando ele diz que um conjunto finito de regras "gera" (isto é, "enumera recursivamente") o conjunto de um número potencialmente infinito de sentenças de uma língua, ele quer dizer que elas fornecem uma descrição estrutural explícita dessas sentenças.

### Justificação de gramáticas
No sexto capítulo intitulado "On the Goals of Linguistic Theory", Chomsky escreve que sua "preocupação fundamental" é "o problema da justificação de gramáticas". Ele traça paralelos entre a teoria da linguagem e as teorias das ciências físicas e compara um corpus finito de enunciados de uma língua a observações e regras gramaticais a leis estabelecidas em termos de construções hipotéticas, como fonemas, sentenças etc. Segundo Chomsky, os critérios para a "justificação das gramáticas" são as "condições externas de adequação", a "condição de generalidade" e a "simplicidade". Para escolher a melhor gramática possível para um dado corpus de uma dada língua, Chomsky mostra sua preferência pelo "procedimento de avaliação" (que utiliza os critérios citados). Ele rejeita o "procedimento de descoberta", empregado pela linguística estrutural para produzir automática e mecanicamente a descrição gramatical de uma língua a partir de um corpus e também descarta o "procedimento de decisão", interessado em escolher a melhor gramática dentro de um conjunto de gramáticas concorrentes. Chomsky, portanto, mostra sua preferência pela "profundidade explicativa" com algumas "inadequações empíricas" em vez da busca por uma cobertura empírica muito detalhada de todos os dados.

### Aplicação gramatical no inglês
"Some Transformations in English", sétimo capítulo de Syntactic Structures, apresenta a aplicação da abordagem de Chomsky baseada nas regras transformacionais recém-propostas em alguns aspectos do inglês. Ele trata detalhadamente a formação de sentenças negativas passivas e sentenças interrogativas do tipo yes-no e wh-. Ele conclui que a análise transformacional pode descrever "uma ampla variedade de [...] fenômenos distintos" na gramática da língua inglesa em "formas simples", "naturais" e "ordenadas".

### Homonímia construtiva e níveis distintos de análise linguística
No oitavo capítulo intitulado "The explanatory power of linguistic theory", Chomsky escreve uma teoria linguística não pode se contentar apenas em gerar sentenças gramaticais válidas. Ela também deve dar conta de outros fenômenos estruturais em diferentes níveis de representação linguística. Em um determinado nível linguístico, pode haver dois itens que podem ser entendidos com significados diferentes, mas eles são estruturalmente indistinguíveis dentro desse nível, fenômeno chamado de “homonímia construtiva”. A ambiguidade relevante pode ser resolvida estabelecendo um nível mais alto de análise linguística. Nesse nível mais alto, os dois itens podem ser claramente mostrados tendo duas interpretações estruturais diferentes. Dessa forma, homonímias construtivas no nível fonêmico podem ser resolvidas estabelecendo-se o nível de morfologia e assim por diante. Cada nível linguístico também captura algumas semelhanças estruturais dentro de si mesmo, que não são explicadas nos níveis inferiores.
Chomsky mostra como seu recém-inventado “nível de transformação” pode funcionar com sucesso para relacionar os níveis superiores. Ele afirma ainda que qualquer gramática de estrutura de frase que não possa explicar essas ambiguidades com tanto êxito quanto a gramática transformacional deve ser considerada "inadequada".

### Papel da semântica na sintaxe
Por fim, no nono capítulo, "Syntax and Semantics", Chomsky lembra que sua análise até agora foi "completamente formal e não semântica". Ele então oferece muitos contra-exemplos para refutar algumas afirmações linguísticas comuns sobre a confiança da gramática no significado. Ele conclui que a correspondência entre significado e forma gramatical é "imperfeita", "inexata" e "vaga". Consequentemente, é "relativamente inútil" usar o significado "como base para a descrição gramatical". Para defender seu ponto de vista, Chomsky considera uma relação semelhante entre semântica e fonologia. Ele mostra que, a fim de construir uma teoria fonêmica, a distinção baseada no significado implicaria uma investigação "complexa", "exaustiva" e "laboriosa" de um "imenso" e "vasto corpus". Em contraste, a distinção fonêmica pode ser facilmente explicada de uma maneira "direta" e em "termos completamente não semânticos" com a ajuda de "testes de pares mínimos". Chomsky também afirma que uma estrutura estritamente formal e não semântica da teoria sintática pode, em última análise, ser útil para apoiar uma teoria semântica independente paralela.

## Estilo
Randy Allen Harris, especialista em retórica da ciência, escreveu que Syntactic Structures "apela com calma e insistência para uma nova concepção" da ciência linguística. Ele considera o livro "lúcido, convincente, sintaticamente ousado, a voz calma da razão ... [falando] diretamente para a imaginação e ambição de todo o campo." Em comparação a The Logical Structure of Linguistic Theory, diz-se que foi eliminado o "abismo retórico" de um trabalho altamente abstrato, matematicamente denso e "proibitivamente técnico". Ao contrário, a obra de 1957 é mais palatável para o campo mais amplo dos linguistas, com uma argumentação de "multicamadas e atraente". Chomsky não apenas faz um apelo lógico a um modelo altamente formalizado de linguagem, mas também apela explícita e tacitamente ao ethos da ciência.
Em particular, a análise de Chomsky do complexo sistema de verbos auxiliares do inglês em Syntactic Structures teve grande efeito retórico. Ele combinava regras simples de estrutura de frase com uma regra transformacional simples. Este tratamento foi baseado inteiramente na simplicidade formal. Vários linguistas o descreveram como “bonito”, “poderoso”, “elegante”, “revelador”, “perspicaz”, “sedutor” e “engenhoso”. De acordo com o linguista estadunidense Frederick Newmeyer, esta análise particular ganhou muitos “defensores de Chomsky” e “imediatamente levou a alguns linguistas a proporem análises gerativo-transformacionais de fenômenos particulares”. Segundo o linguista britânico E. Keith Brown, "a elegância e perspicácia desse relato foram imediatamente reconhecidas, e esse foi um fator importante para garantir o sucesso inicial da maneira transformacional de olhar a sintaxe". Mark Aronoff, linguista dos Estados Unidos, escreveu que esta “bela análise e descrição de alguns fatos muito marcantes foi a arma retórica que levou à aceitação da teoria [de Chomsky]” e acrescentou que, no tratamento aos verbos em inglês, “a convergência da teoria e da análise fornece uma descrição dos fatos tão convincente que mudou todo o campo”.
Por outro lado, Raymond Oenbring, doutor em retórica da ciência, aponta que Chomsky "exagera a novidade" das regras transformacionais. Ele "parece levar todo o crédito por elas", embora uma versão já havia sido apresentada por Zellig Harris em um trabalho anterior. Ele escreve que o próprio Chomsky foi "cauteloso" em "mostrar deferência" à pesquisa linguística dominante. Seus seguidores entusiastas, como Robert Lees, eram, em contraste, muito mais "confrontadores". Eles procuraram criar uma "cunha retórica" entre o trabalho de Chomsky e o dos pós-bloomfieldianos, argumentando que estes últimos não se qualificariam como "ciência" linguística.

## Recepção

### Impacto na linguística
Em uma revisão inicial do livro, o linguista estrutural Charles F. Voegelin escreveu que Syntactic Structures representava um desafio fundamental para a forma estabelecida de fazer pesquisa linguística. Ele assinalou que é uma espécie de "Revolução Copernicana" no interior da linguística. O também linguista Martin Joos, por sua vez, chamou a teoria chomskyana de "heresia" dentro da tradição blooemfieldiana. Paul Postal comentou em 1964 que a maioria das "concepções sintáticas predominantes nos Estados Unidos" eram "versões da teoria de gramática de estrutura frasal nos termos de Chomsky". Em 1965, diversos linguistas afirmaram que a obra foi o "marco [de] uma época" com um "impacto surpreendente" que "criou uma revolução kuhniana". John Lyons, reconhecido linguista, escreveu em 1966 que "nenhum outro trabalho teve maior influência sobre a atual teoria linguística do que Syntactic Structures. Em 1967, o historiador R. H. Robins afirmou que a publicação foi "provavelmente a mudança de direção mais radical e importante na linguística descritiva e na teoria linguística que ocorreu nos últimos anos".
Outro historiador da linguística, Frederick Newmeyer, considera o livro revolucionário por duas razões. Em primeiro lugar, por ter mostrado que uma teoria da linguagem formal não-empirista era possível. Chomsky demonstrou essa possibilidade em um sentido prático, tratando formalmente fragmentos da gramática do inglês. Em segundo lugar, por ter colocado a sintaxe no centro da análise linguística. A sintaxe foi reconhecida como o ponto focal da produção da linguagem, em que um conjunto finito de regras pode produzir um número infinito de sentenças.
Em 2017, o linguista estadunidense Norbert Hornstein escreveu que, antes de Syntactic Structures, a pesquisa linguística estava excessivamente preocupada em criar hierarquias e categorias de todos os dados de linguagem observáveis. Uma das "contribuições duradouras" da obra é que ela modificou a metodologia de pesquisa linguística para a formulação de teorias abstratas e racionalistas baseadas em contatos com dados, que é a "prática científica comum".

### Impacto em outras disciplinas
Psicologia
A gramática gerativa expressa em Syntactic Structures apresentou a perspectiva mentalista de Chomsky na análise linguística. Pouco tempo após a sua publicação, em 1959, Chomsky escreveu uma resenha de Verbal Behavior, obra de Burrhus Frederic Skinner. Skinner apresentou a aquisição da linguagem humana em termos de respostas condicionadas a estímulos externos e reforço. Chomsky se opôs a esse modelo behaviorista. Ele argumentou que os humanos produzem a linguagem usando componentes sintáticos e semânticos separados dentro da mente e apresentou a gramática gerativa como uma descrição abstrata coerente dessa realidade psicolinguística subjacente. O argumento de Chomsky teve um forte impacto na pesquisa psicolinguística e mudou o curso da disciplina nos anos seguintes.
Filosofia
Syntactic Structures iniciou um diálogo interdisciplinar entre filósofos da linguagem e linguistas. O filósofo John Searle chamou essa postura de uma "conquista intelectual notável" de seu tempo e comparou a significância do livro ao trabalho de John Maynard Keynes e Sigmund Freud. Ele creditou a Chomsky a produção não só de uma "revolução na linguística", mas também de um "efeito revolucionário" na "filosofia e psicologia". Chomsky e Quine, filósofo da linguagem expressamente anti-mentalista, debateram muitas vezes sobre o mérito das teorias linguísticas chomskyanas. Muitos filósofos apoiaram a ideia de Chomsky de que as línguas naturais são inatas e regidas por regras sintáticas. Eles também acreditavam na existência de regras na mente humana, as quais se associavam ao significado de enunciados. A investigação dessas regras deu início a uma nova era na semântica sob o olhar da filosofia.
Ciência da computação
Com seu tratamento formal e lógico da linguagem, Syntactic Structures também aproximou a linguística do novo campo da ciência da computação. O renomado cientista Donald Knuth, vencedor do Prêmio Turing, revelou que leu a obra em 1961 e foi influenciado por suas ideias. O artigo "Three Models", de Chomsky, publicado um ano antes de Syntactic Structures e contendo muitas de suas ideias, foi crucial para o desenvolvimento da teoria das linguagens formais dentro da ciência da computação.
Neurociências
Em 2011, um grupo de neurocientistas franceses conduziu pesquisas para verificar se os mecanismos cerebrais reais funcionavam da maneira que Chomsky sugeriu em Syntactic Structures. Os resultados sugeriram que regiões específicas do cérebro lidam com informações sintáticas de forma abstrata. São regiões independentes de outras do cérebro que lidam com informações semânticas. Além disso, o cérebro analisa não apenas meras cadeias de palavras, mas estruturas hierárquicas de constituintes. Essas observações validaram as afirmações teóricas de Chomsky em Syntactic Structures.
Em 2015, neurocientistas da Universidade de Nova Iorque conduziram experimentos para verificar se o cérebro humano usa "construção de estrutura hierárquica" para processamento da linguagem. Eles mediram as atividades magnéticas e elétricas nos cérebros dos participantes. Os resultados mostraram que "o cérebro [humano] rastreou distintamente três componentes das frases que ouviram", o que "[refletia] uma hierarquia em nosso processamento neural de estruturas linguísticas: palavras, frases e depois sentenças - ao mesmo tempo." Esses resultados confirmam a hipótese de Chomsky em Syntactic Structures de um "mecanismo gramatical interno" dentro do cérebro.

## Críticas
Idealização
Em seu discurso de posse presidencial da Sociedade Linguística da América, o linguista Charles F. Hockett considerou Syntactic Structures uma das "apenas quatro grandes descobertas na linguística moderna". Mas rapidamente se tornou um crítico feroz da teoria chomskyana. Em 1966, Hockett rejeitou "o quadro de referência [de Chomsky] em quase todos os detalhes". Em seu livro de 1968, The State of the Art, Hockett escreve que a principal falácia de Chomsky é que ele trata a linguagem como um sistema formal, bem definido, estável e procede dessa abstração idealizada. Hockett acredita que tal idealização não é possível. Ele afirma que não há evidências empíricas de que a faculdade da linguagem seja, na realidade, um sistema subjacente bem definido. As fontes que dão origem à faculdade da linguagem em humanos — por exemplo, transmissão genética física e transmissão cultural —, são elas mesmas mal definidas. Hockett também se opôs à hipótese de Chomsky de que a sintaxe é completamente independente do estudo do significado.
Não empirismo
Ao contrário de Hockett, o linguista britânico Geoffrey Sampson defendeu as ideias de Chomsky em torno da gramaticalidade, "[justificadas] na prática", e posicionou a sintaxe "dentro do alcance da descrição científica", sendo uma "grande contribuição positiva para a disciplina". No entanto, ele afirma que a linguística de Chomsky é abertamente "baseada na intuição". Para Chomsky, a linguagem depende muito dos julgamentos subjetivos e introspectivos dos falantes nativos sobre sua própria língua. Consequentemente, dados linguísticos empiricamente observados por terceiros receberiam menor importância.
Influência de The Logical Structure of Linguistic Theory
De acordo com Sampson, o sucesso da obra de se tornar o paradigma teórico dominante nos anos seguintes deve-se em grande parte ao carisma do intelecto de Chomsky. Além disso, Sampson escreve que há muitas referências em Syntactic Structures a The Logical Structure of Linguistic Theory em questões relacionadas aos fundamentos formais da abordagem de Chomsky, mas este não esteve amplamente disponível para impressão por décadas. Percebe-se, portanto, que Syntactic Structures deriva sua "aura de responsabilidade" a LSLT, publicação esquecida na bibliografia chomskyana. Ainda, na visão do linguista Geoffrey K. Pullum, em Syntactic Structures, Chosmky afirma categoricamente que "é impossível, não apenas difícil" para dispositivos de estado finito gerar todas as sentenças gramaticais do inglês e referencia LSLT como "prova rigorosa" dessa afirmação; no entanto, não há no texto citado uma prova válida e convincente que rejeite os dispositivos de estado finito.
Originalidade
Pullum também observa que a "originalidade" de Syntactic Structures é "altamente exagerada", já que "não [se] credita apropriadamente a literatura anterior na qual se baseia". Ele mostra em detalhes como a abordagem expressa na obra remonta diretamente ao trabalho do lógico matemático Emil Post na formalização da prova, mas poucos leitores estão cientes dessa influência, "porque os artigos de Post não são citados". Pullum acrescenta, ainda, que o uso de sistemas axiomáticos formais para gerar sentenças prováveis na língua segundo uma análise de cima para baixo já havia sido proposto por Zellig Harris em 1947, mas este trabalho foi minimizado em Syntactic Structures.
Necessidade de transformações
Em 1982, Pullum e Gerald Gazdar argumentaram que as críticas de Chomsky à gramática livre de contexto são ou matematicamente falhas ou baseadas em avaliações incorretas de dados empíricos. Eles afirmaram que um tratamento da gramática com estrutura puramente sintática pode explicar fenômenos linguísticos melhor do que aquele que usa transformações.

## Reconhecimento
Em 2000, o Centro de Ciências Cognitivas da Universidade de Minnesota compilou uma lista das cem obras mais influentes nas ciências cognitivas do século XX. No total, 305 trabalhos acadêmicos e um filme foram indicados. Syntactic Structures foi classificado em primeiro lugar nesta lista, marcado como o trabalho mais influente da ciência cognitiva do século.
Além disso, a obra de Chomsky foi incluída n'Os 100 Livros Que Mais Influenciaram a Humanidade, lista organizada pelo crítico literário e biógrafo britânico Martin Seymour-Smith em 1998. Syntactic Structures também foi destaque em uma lista dos cem melhores livros de não ficção em língua inglesa desde 1923, escolhida pela revista semanal Time.